# 飛躍共舞
《飛躍共舞》是2008年夏季奧林匹克運動會馬術比賽主題曲，班底是曾創作《We Are Ready》的陳少琪和金培達；而主唱者是陳慧琳。此首歌曲在2008年7月15日發佈。

## 資料來源
1. ↑  星島日報：馬術誓師大會首播奧馬主題曲[]
2. ↑  星島日報：奧運馬術入場規則將與京奧一致[]
3. ↑  北京2008年奧運及殘奧馬術在香港：陳慧琳演繹奧運馬術歌曲　最希望欣賞盛裝舞步[永久]
4. ↑  蘋果日報：隔牆有耳：奧馬主題曲忌行貨 的存檔，存档日期2008-08-02.
5. ↑  .   [2008-10-28]. （原始内容存档于2008-09-01）. （页面存档备份，存于）

## 參看
- 《飛躍共舞》正式版MTV